# Großsteingrab Putbus
Das Großsteingrab Putbus war eine megalithische Grabanlage der jungsteinzeitlichen Trichterbecherkultur bei Putbus im Landkreis Vorpommern-Rügen (Mecklenburg-Vorpommern). Es wurde vermutlich im 19. Jahrhundert zerstört.

## Forschungsgeschichte
Die Existenz des Grabes wurde in den 1820er Jahren durch Friedrich von Hagenow erfasst und seine Lage auf der 1829 erschienenen Special Charte der Insel Rügen vermerkt. Von Hagenows handschriftliche Notizen, die den Gesamtbestand der Großsteingräber auf Rügen und in Neuvorpommern erfassen sollten, wurden 1904 von Rudolf Baier veröffentlicht. Die Anlage bei Putbus wurde dabei nur listenartig aufgenommen.

## Lage
Auf von Hagenows Karte ist südwestlich von Putbus, direkt nordöstlich des heute nicht mehr existierenden Orts Zehnmorgen eine Großsteingrab-Signatur eingetragen, die wahrscheinlich das Großsteingrab Putbus bezeichnet.

## Beschreibung
Nach von Hagenows Liste handelte es sich um einen Großdolmen ohne steinerne Umfassung. Zur Ausrichtung und den Maßen liegen keine Angaben vor.